# 聖子ちゃんカット

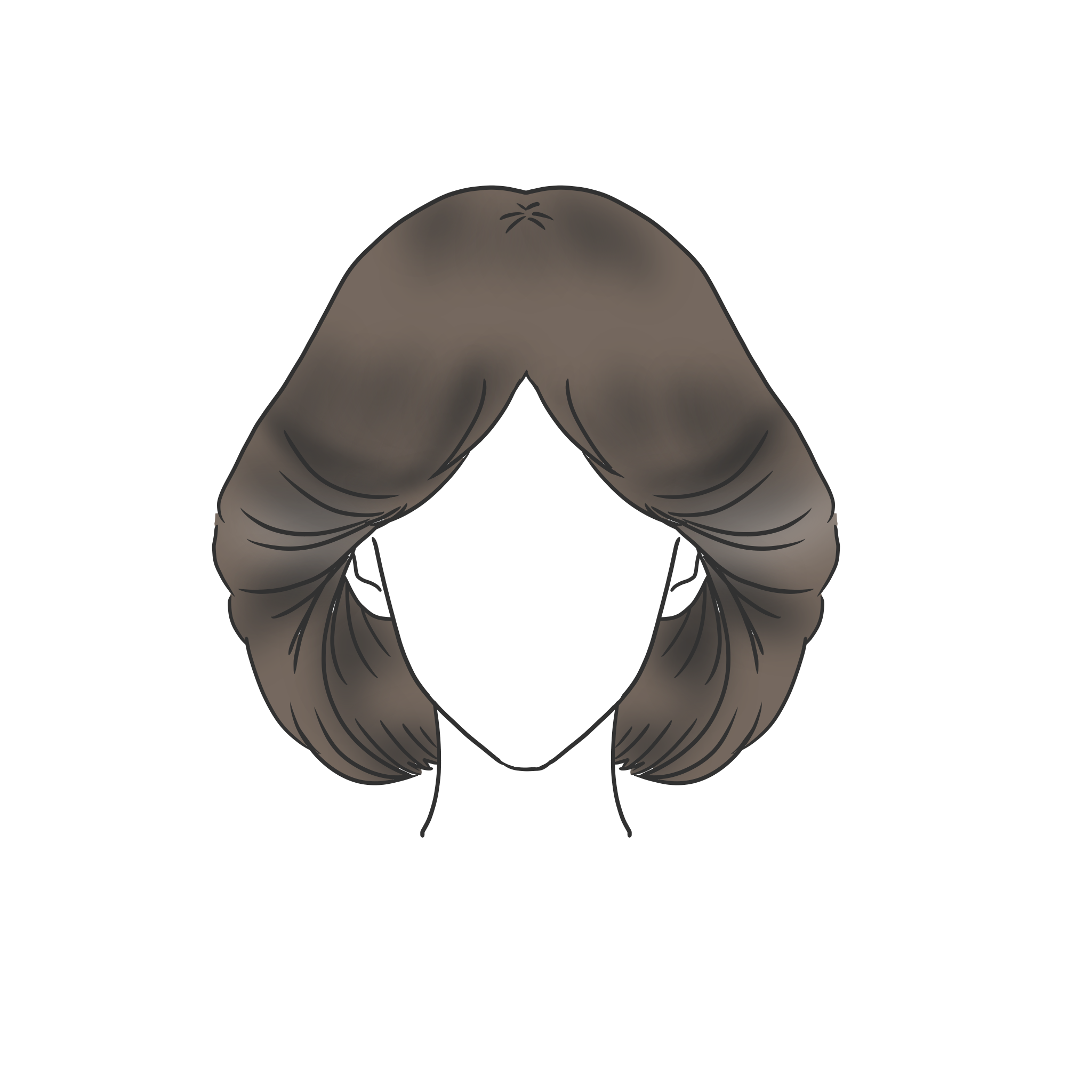
聖子ちゃんカット(※実際は前髪をセンター分けにしない)

聖子ちゃんカット（せいこちゃんカット、1980年代前半は「聖子カット」とも呼ばれていた）は、日本の女性歌手・松田聖子がデビュー当時の1980年から1981年末までの約2年間にしていた髪型の通称。日本の若い女性の間で、これを模倣した髪型が流行した。
以下、松田聖子の氏名の表記は特記を除き「聖子」で統一する。

## 歴史
1970年代、トップが短く、サイドからバックにかけてレイヤーを細かく入れた「サーファーカット」や「ウルフカット」が海外で流行り始め、中でも1976年から1981年にかけてアメリカで放映された人気テレビドラマ『チャーリーズ・エンジェル』（日本では1977年から1982年に放送）に出演した女優のファラ・フォーセットが披露したサイドのレイヤーを外巻きにして、全体的にボリュームのある髪型は「ファラ・カット」と呼ばれ、世界中で流行した。
可憐な容姿と歌声から日本国内でもアイドル的な人気を得ていた歌手、オリビア・ニュートン＝ジョンは1977年に発売したアルバム『きらめく光のように』（Making a Good Thing Better） のジャケットにて、後の「聖子ちゃんカット」と酷似する髪型を披露している。
この髪型は学生時代から大きく変わっていないと本人がコメントしており、堀越高校時代の写真にその原型が確認できる他、1979年に初出演したテレビドラマ『おだいじに』や1980年のデビューシングル『裸足の季節』のジャケットなどでも見られる。デビューから暫くの期間は、専属のヘアメイクがおらず、事務所側も髪型やメイクに関しては「"松田聖子"から逸脱しなければ良い」と、ある程度本人に任せていた。上京後のヘアカットは、1984年頃まで所属事務所サンミュージック近くの美容室「HEAR DIMENSION」四谷店で行っており、そこで担当の美容師と相談しながら、このスタイルを作りあげていったという。
セカンドシングル『青い珊瑚礁』辺りから、いわゆる「聖子ちゃんカット」と呼ばれるスタイルが確立され、聖子のトレードマークとなった。そして、トップアイドルとなった彼女のスタイルを真似ようと多くの女性たちが、この髪型を模倣する社会現象を引き起こした。そんな流行の真っ只中にあった聖子ちゃんカットだが、1981年末に本人の思い付きで突如訣別。1982年1月発売のシングル『赤いスイートピー』のミディアムテンポのイメージに合わせて、バッサリとショートヘアにしてファンや世間を驚かせた。聖子によると、シングル『風立ちぬ』の頃からボリュームのある重苦しい髪を切りたかったという。しかし、イメージを重んじる事務所に止められていたため踏み切れずにいたが、最終的には独断で切ってしまったという。
1983年頃から、メイクアップアーティストの嶋田ちあきをヘアメイク担当に迎え、"ぶりっ子"のイメージから転換すべく、流行を先取りした髪型やメイクを取り入れ、次第にアイドルからシンガーへと活動を移行していった。それに伴い、ライブなどでは衣装の一環としてウイッグを使用する事も多くなった。
2021年、デビュー記念日である4月1日より配信された楽曲『青い珊瑚礁 〜Blue Lagoon〜』のミュージックビデオにて、約40年ぶりに「聖子ちゃんカット」を披露して話題となった。

## カット＆ブロー
カット
長さはセミロング（±5cm程度）がベース。実際の当時の聖子本人の長さはデビュー時の「裸足の季節」の時は挿絵位の長さだったが、次の「青い珊瑚礁」から最後の聖子カット曲の「風立ちぬ」」まではブローした後でも後ろ髪は全て肩に付く、実際は挿絵より大分長い長さである。

前髪はやや多めにとり、長さはブローしたのちに目に掛からない長さに切り揃える（ぱっつんにはしない）。

サイドのレイヤー(段)カットは、前髪とラインを繋げるようにして、トップから毛先まで細かくレイヤーを入れていく。

前髪の端から毛先にかけての顔周りに、アウトラインを入れる。

バックは、本人の嗜好や美容師の判断などによって人様々で、ローレイヤーカット（聖子はこのカット）、グラデーションカット、ワンレングスにする場合があった。
ブロー（スタイリング）
ブローは、バックの髪を内側に緩くカールしてベースを整える。トップからサイドは外向き（外巻き）にブラシを動かし、毛先を後ろに流して動きを出す。前髪はふんわりと内巻きにカール。眉を隠し、目に掛からないギリギリにアンダーラインが来るようブローする。
髪全体にパーマをかけるとスタイリングしやすく、長い時間髪型をキープ出来る。当時の聖子の髪は細く毛量も少なかったため、サイドの段カットを細かく入れて"鳥の羽のように"軽やかにボリュームを出すブローをしていた。

## 影響
聖子の人気が右肩上がりになるにつれ、学生や若い女性たちの間で「聖子ちゃんカット」を真似る女性が急増。しかし、このスタイリングは従来のヘアドライヤーとヘアブラシを駆使して一人で行うには難易度が高く、特に時間に追われる朝の支度は大変であった。そこで、ブラシとドライヤーが一体化したハンディタイプのヘアドライヤー（一般に「カールドライヤー」「くるくるドライヤー」と呼ばれる）が人気商品になった。
その流れは芸能界の中にも及び、1980年代におけるアイドルの定番ヘアスタイルとして定着していった。
1982年にデビューした「花の82年組」と呼ばれる女性アイドルたち（小泉今日子、松本伊代、堀ちえみ、早見優、石川秀美ら）もほぼ全員それに倣い、後に聖子のライバルと呼ばれた中森明菜も『スター誕生!』出場時やデビュー当初には聖子ちゃんカットをしていたが、その後ポニーテールなどにもしだし、そのまま聖子ちゃんカットが伸びた形のロングレイヤーヘアスタイルとなっていった。
その後、1981年末には聖子自身がこのスタイルをやめてバッサリショートヘアに切り、1982年は1年を通してパーマのかかったショートヘアを長さ変えずに続けていた。すると、そのパーマのショートヘアも聖子ちゃんカットをしていた花の82年デビュー組も1983年初頭に堀ちえみを筆頭に、小泉今日子、松本伊代と続々とパーマのかかったショートヘアに替えていき、聖子と同期の河合奈保子を含めて今度はアイドル界にもショートブームが起こり、世間でも同じショートパーマヘアにする人も増えていった。
他のアイドルたちが追随してショートにしだした1982年末には、聖子自身はまた逆にストレートパーマをかけて伸ばしだしり、1983年末には当時欧米で流行り始めてまだ日本では聞き馴染みのなかったソバージュヘアにして「ザ・ベストテン」で紹介するなど1985年の結婚休業に入るまで楽曲によってショートからロングまでさまざまな髪型に変えていくようになった。
1980年代半ば辺りには、王道の聖子ちゃんカットの人気は世間全般では少しずつ下火になっていったが、前髪の分量や長さなどは違えど、聖子ちゃんカットをベースにしたヘアスタイルでデビューするアイドルは1984年デビューの菊池桃子や、岡田有希子、1985年デビューの中山美穂、浅香唯、森口博子、1986年デビューの西村知美、モモコクラブのメンバーや結成時のおニャン子クラブのメンバーにもまだ多く存在していた。